# Observer bias
Een observer bias (Engels: waarnemersvooringenomenheid) is de neiging van een observator om alleen waar te nemen wat deze verwacht of hoopt waar te nemen. Het observeren, het interpreteren en vertalen van onderzoeksresultaten zoals antwoorden op open vragen naar gegevens die onderling vergeleken kunnen worden, is essentieel voor wetenschappelijk onderzoek. Vermoedelijk is observer bias daarom inherent aan een dergelijk onderzoek.
De uitkomsten van een gerandomiseerd onderzoek kunnen vertekend worden door de verwachting van de observatoren van de uiteindelijke uitkomst. Een sterke vooringenomenheid (verlangd resultaat, commerciële belangen of anderszins) bij de medewerkers die de beoordelingen doen, kan de uitkomst doen afwijken ten opzichte van een volledig objectieve beoordeling. Uitkomsten die niet meetbaar zijn, maar op een subjectieve wijze geïnterpreteerd worden (zoals antwoorden op open vragen) zijn vatbaar voor het observer bias-effect.
De observator neemt zaken die buiten de verwachting liggen niet waar of interpreteert deze niet op de juiste wijze. Observer bias kan observaties, en daardoor ook de resultaten van een onderzoek, sterk vertekenen. De vertekening kan gereduceerd worden door het onderzoek dubbelblind uit te voeren.